# Joey Arias
 (février 2017).
Si vous disposez d'ouvrages ou d'articles de référence ou si vous connaissez des sites web de qualité traitant du thème abordé ici, merci de compléter l'article en donnant les références utiles à sa vérifiabilité et en les liant à la section « Notes et références ».
Ne doit pas être confondu avec Meurtre de Travis Alexander ou Jodi Arias.
Joey Arias, né le 3 octobre 1949 à Fayetteville (Caroline du Nord), est un artiste interprète basé à New York et un chanteur de cabaret.

## Biographie
Né à Fayetteville (Caroline du Nord), il est âgé de six ans lorsqu'il déménage avec sa famille à Los Angeles. Après avoir chanté dans le groupe de rock Purlie et avoir fait un stage d'improvisation chez les Groundlings, en 1976, lui et son meilleur ami Kim Hastreiter - qui a co-créé le magazine Paper- ont voyagé à travers le pays dans une camionnette et ont déménagé à New York. Arias a finalement obtenu un emploi chez Fiorucci, magasin de vêtements. Lui et d'autres employés du magasin dansaient et faisaient les mannequins dans les vitrines. Tout en travaillant dans le magasin, il est devenu ami avec Klaus Nomi. Le 15 décembre 1979, Nomi et Arias ont accompagné David Bowie sur le plateau de Saturday Night Live pour une performance live de trois chansons : The Man Who Sold The World, TVC 15 et Boys Keep Swinging. Tandis qu'à New York, il a également joué avec Ann Magnuson dans un groupe appelé Strange Party qui a enregistré et joué dans différents clubs de nuit. À la mort de Klaus Nomi, Arias est devenu l'exécuteur testamentaire de Klaus Nomi. Un hommage à son ami est tenu à Berlin chaque année, et le film documentaire The Nomi Song a été publié en 2004. Un film sur la vie d'Arias partagée avec Nomi est actuellement en cours de développement. C'est l'acteur britannique Alan Cumming qui devrait jouer Nomi.
Arias, qui est ouvertement gay, s'est peu à peu impliqué dans la scène artistique new-yorkaise en plein essor des années 1980, apparaissant régulièrement au Club 57, et dans d'autres lieux du centre-ville. Au cours de ces années, il a également commencé l'élaboration d'une carrière dans le cabaret, canalisant le style vocal et les maniérismes de Billie Holiday. Au début des années 1990 Arias a repris des chansons de Lady Day dans un spectacle intitulé Strange Fruit qui a duré plus d'un an à l'Astor Théâtre sur la Rue Lafayette dans la Ville de New York et a reçu un brillant avis de John Lahr dans The New Yorker.
Les années 1990 ont également vu Arias effectuer des spectacles hebdomadaires au Bar d'O, un salon intime dans le West Village de New York. Avec les co-stars Sherry Vine et Raven-O, Arias a inspiré ses fans, avec trois spectacles par semaine pendant une dizaine d'années. Les artistes invités réguliers au Bar d'O incluent Sade Pendarvis, Daniel Isengart et Flottilla DeBarge. Les soirées ont inspiré des spectacles annuels à chaque mois de décembre au restaurant Indochine et a fait l'objet d'un film documentaire de 2011 produit par Bobby Sheehan.
En 2003, Arias déménagea à Las Vegas, Nevada, pour devenir la Maîtresse de la séduction dans le spectacle du Cirque du Soleil intitulé Zumanity qui est interprété dans le New York-New York Hotel & Casino. En plus de jouer dans le spectacle, il a co-écrit deux des chansons du spectacle. Après avoir joué dans ce spectacle pendant six ans, Arias retourne à New York où il a joué dans Arias with a Twist, une collaboration avec le marionnettiste Basil Twist à  HERE Arts Center. Produit par Barbara Busackino et Tandem Otter Productions, le spectacle a reçu une critique élogieuses de Ben Brantley dans le New York Times. Le spectacle a fait depuis une tournée à Los Angeles et à Paris.
La relation d'Arias avec le théâtre Abrons a commencé en octobre 2010, lorsque Joey Arias in Concert a marqué le premier concert de Joey Arias à New York, en plus d'une décennie. Présenté par Earl Dax et avec la musique réalisée par Ben Allison, le spectacle a rempli les 300 places du théâtre. Basé sur le succès de l'émission, le Dax a collaboré avec Josh Bois qui produit Arias en concert au Town Hall de New York le 21 avril 2010.
Les crédits cinématographiques incluent Big Top Pee-Wee, Mondo New York, Elvira, Mistress of the Dark, Impeccable, À Wong Foo, Merci pour Tout!Julie Newmar, Wigstock: Le Film et le film à venir The Zanctuary, par le réalisateur espagnol José André Sibaja, avec la participation Amanda Lepore & Sophia Lamar.